# Break+Your+Destiny
「Break+Your+Destiny」（ブレイク ユア デスティニー）は、2008年11月26日にジェネオンエンタテインメントから発売されたシングル。

## 概要
テレビアニメ『絶対可憐チルドレン』のエンディングテーマが収録されており、同アニメで兵部京介、皆本光一、賢木修二役を演じる遊佐浩二、中村悠一、谷山紀章が歌っている。
CDジャケットには、原作者の椎名高志の描き下ろしによる兵部京介、皆本光一、賢木修二のイラストが描き下ろされている。

## 収録曲
1. Break+Your+Destiny [4:45] 
作詞：六ツ見純代、作曲：渡辺翔、編曲：増田武史
テレビアニメ『絶対可憐チルドレン』エンディングテーマ
2. No Surrender [3:33] 
作詞：六ツ見純代、作曲：佐伯高志、編曲：佐々木裕
3. Break+Your+Destiny（Instrumental）
4. No Surrender（Instrumental）

## 収録アルバム
| 曲名               | アルバム                              | 発売日        | 備考              |
| ------------------ | ------------------------------------- | ------------- | ----------------- |
| Break+Your+Destiny | 『UNLIMITED ∞』                       | 2009年3月25日 |                   |
| Break+Your+Destiny | 『絶対可憐チルドレン ALL THE BEST』   | 2010年7月28日 | 1sベストアルバム  |
| Break+Your+Destiny | 『絶対可憐チルドレン ULTIMATE SONGS』 | 2010年7月28日 | 2ndベストアルバム |
| No Surrender       | 『絶対可憐チルドレン ALL THE BEST』   | 2010年7月28日 | 1sベストアルバム  |
| No Surrender       | 『絶対可憐チルドレン ULTIMATE SONGS』 | 2010年7月28日 | 2ndベストアルバム |